# Laobing

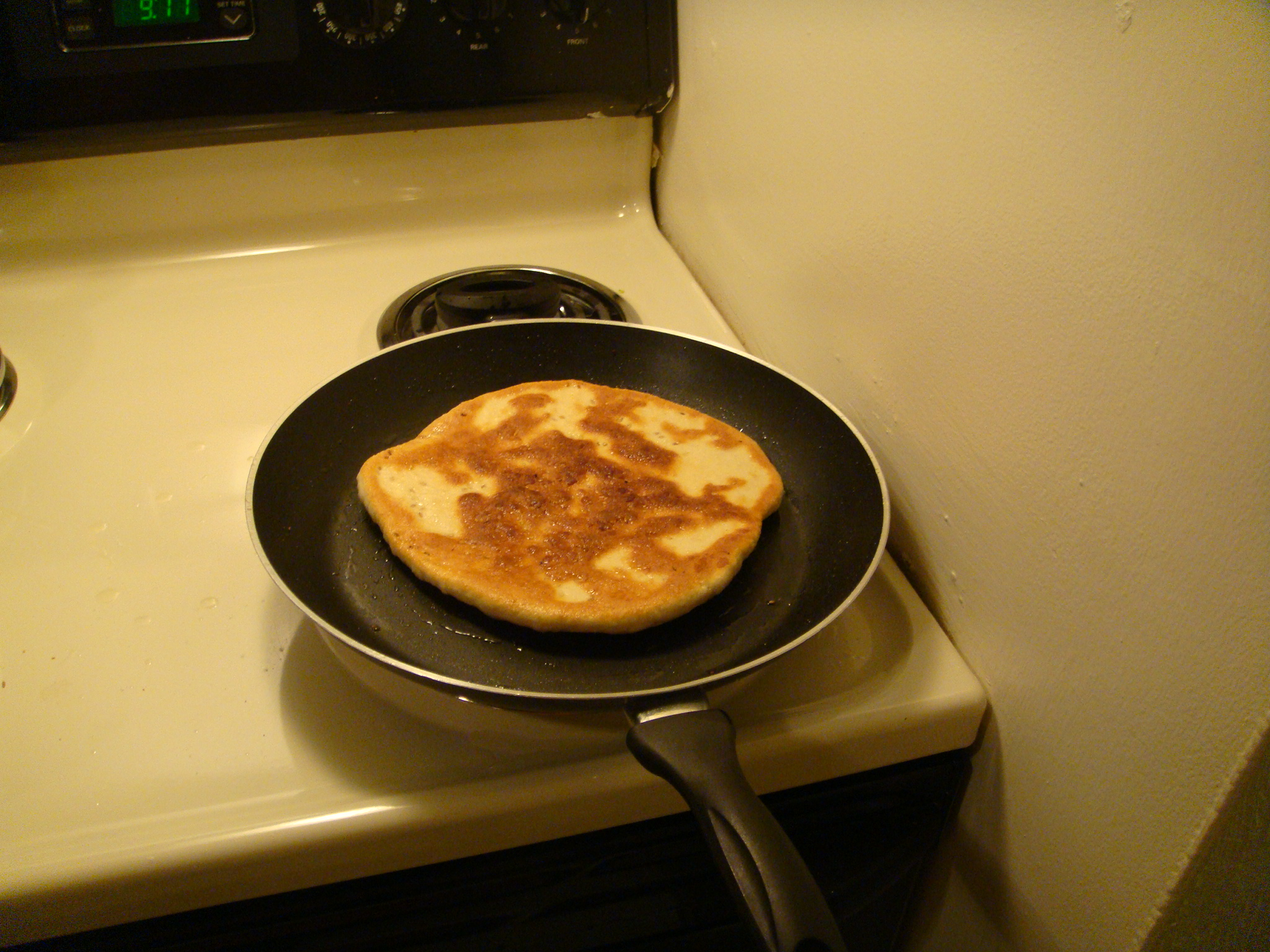
Laobing en train de cuire.

Le laobing (chinois traditionnel : 烙餠 ; pinyin : làobǐng) est une sorte de crêpe populaire dans le nord de la Chine, notamment à Pékin. On l'appelle parfois « pancake chinois ».
Le laobing peut être aussi étendu qu'une pizza, il est épais d'environ 1 centimètre et a une texture molle et pâteuse. Il est cuit à la poêle avec une pâte sans levain faite de sel, de farine et d'eau. Il est possible d'y ajouter de la cébette ou du sucre roux.